# Oliver von Bohlen und Halbach
Oliver von Bohlen und Halbach (* 8. Dezember 1966 in Nürnberg) ist ein deutscher Neuroanatom, Neurobiologe und Professor an der Ernst-Moritz-Arndt-Universität Greifswald.

## Leben und Wirken
Nach seiner Schulzeit am Droste-Hülshoff-Gymnasium in Meersburg studierte von Bohlen und Halbach ab 1989 Biologie an der Universität Konstanz und promovierte 1998 an der Humboldt-Universität zu Berlin. Danach war er am Johannes-Müller-Institut für Physiologie der Charité tätig und wechselte daraufhin an das Institut für Anatomie und Zellbiologie der Ruprecht-Karls-Universität Heidelberg. 2005 habilitierte er sich und erhielt die Lehrbefugnis für Anatomie und Zellbiologie an der Ruprecht-Karls Universität Heidelberg. 2008 wurde er dort zum außerplanmäßigen Professor ernannt. Seit 2009 ist er Professor für Anatomie und Zellbiologie an der Ernst-Moritz-Arndt-Universität Greifswald.

## Forschung
Seine Forschungsschwerpunkte sind Lernen und Gedächtnis im limbischen System. Dabei untersucht er vor allem die Rolle der adulten Neurogenese und der dendritischen Dornfortsätze bei Lernvorgängen. Ein weiterer Fokus der Arbeiten sind die Funktionen von Wachstumsfaktoren, wie den Neurotrophinen (z. B. dem brain-derived neurotrophic factor (BDNF)) und deren Rolle bei neurodegenerative Erkrankungen, neurologische Entwicklungsstörungen und Lern- und Gedächtnisfunktionen.

## Sonstiges
Oliver von Bohlen und Halbach ist Mitglied im Deutschen Hochschulverband (DHV) und seit 2023 im Vorstand der Gruppe der Universität Greifswald. Er ist ferner Mitglied der deutschen Anatomischen Gesellschaft und der neurowissenschaftlichen Gesellschaft (NWG).
Er stammt aus der Familie von Bohlen und Halbach und ist verheiratet mit Viola von Bohlen und Halbach.

## Veröffentlichungen (Bücher)
- A. Rasia-Filho, M. Calcagnotto, O. von Bohlen und Halbach (2023): Dendritic Spines. Structure, Function and Plasticity. Advances in Neurobiology 34: Springer (https://doi.org/10.1007/978-3-031-36159-3)
- O. von Bohlen und Halbach, R. Dermietzel (2006): Neurotransmitters and Neuromodulators. Handbook of receptors and biological effects. 2nd Edition. Wiley-VCH. Weinheim, ISBN 3-5273-1307-9
- O. von Bohlen und Halbach, R. Dermietzel (2002): Neurotransmitters and Neuromodulators. Handbook of receptors and biological effects. Wiley-VCH. Weinheim, ISBN 3-527-30318-9
- O. von Bohlen und Halbach, R. Dermietzel (1999): Methoden der Neurohistologie. Spektrum-Verlag Heidelberg, ISBN 3-8274-0396-0

## Veröffentlichungen (Sonderhefte)
- P. Bekinschtein, O. von Bohlen und Halbach (2020): Cellular and Molecular Mechanisms of Neurotrophin Function in the Nervous System. Frontiers in Cellular Neuroscience. 14:101.
- O. von Bohlen und Halbach, A. Draguhn, J. Storm-Mathisen (2018): Recent advances in hippocampal structure and function. Cell & Tissue Research 373:521-523
- A. A. Rasia-Filho, R. S. Cohen, O. von Bohlen und Halbach (2016): Frontiers in Synaptic Plasticity: Dendritic Spines, Circuitries and Behavior. Frontiers in Psychiatry. 7
- O. von Bohlen und Halbach, K. Krieglstein, A. Schober, J. B. Schulz (2004): The dopaminergic nigrostriatal system: development, physiology, disease. Cell Tissue Res. 318: 3.